# Saison 2 de Sleepy Hollow
Chronologie
Saison 1 Saison 3
Cet article présente les 18 épisodes de la deuxième saison de la série télévisée américaine Sleepy Hollow.

## Généralités
Aux États-Unis, cette deuxième saison a été diffusée du 22 septembre 2014 au 23 février 2015 sur le réseau FOX.
Au Canada, la série est diffusée en simultané sur le réseau Global.
En France, la saison a été diffusée du 5 mai 2015 au 23 juin 2015 sur 6ter.

## Synopsis
Après la révélation de la véritable identité d'Henry, la situation est encore plus dangereuse pour Ichabod, enterré vivant. Le cavalier sans tête a enlevé Katrina, Abbie est piégée au purgatoire tandis que Jenny a eu un accident de voiture. Quant au capitaine Irving, il se retrouve derrière les barreaux pour protéger sa fille. Nos deux témoins vont devoir réunir leurs forces pour stopper l'apocalypse et les tueries.

## Distribution

### Acteurs principaux
- Tom Mison (VF : Rémi Bichet) : Ichabod Crane.
- Nicole Beharie (VF : Élisabeth Ventura) : Lieutenant Grace Abigail « Abbie » Mills.
- Orlando Jones (VF : Franck Gourlat) : Capitaine Frank Irving.
- Katia Winter (VF : Anneliese Fromont) : Katrina Crane.
- John Noble (VF : Patrick Messe) : Henry Parrish/henry crane[2].
- Lyndie Greenwood (VF : Géraldine Asselin) : Jennifer « Jenny » Mills, sœur d'Abbie[2].

### Acteurs récurrents et invités
- Neil Jackson : Abraham Van Brunt[3] (9 épisodes).
- Matt Barr : Nick Hawley[4] (9 épisodes).
- Sakina Jaffrey : Sheriff Leena Reyes[4] (5 épisodes).
- John Cho (VF : Jérémy Prévost) : Andy Brooks (épisode 1).
- Heather Lind : Mary Wells[5] (épisode 5).
- Clancy Brown (VF : Paul Borne) : Shérif August Corbin (épisode 6).
- Caroline Ford : Lilith / La Succube (épisode 8).
- Aunjanue Ellis : Lori Mills, mère d'Abbie et Jenny[6] (épisode 9).
- Max Brown : Orion[7] (épisode 12).
- Jill Marie Jones (VF : Laurence Charpentier) : Cynthia, ex-femme de Frank (épisodes 13 et 14).
- Michelle Trachtenberg : La Mère Fondatrice Abigail Adams[8] (épisode 13).
- Jaime Murray : Carmilla Pines, une vetala[9] (épisode 14).
- Steven Weber : Le Père Fondateur Thomas Jefferson[10] (épisode 16).

## Épisodes

### Épisode 1:Les Ténèbres en guerre
- États-Unis /  Canada : 22 septembre 2014 sur FOX[1] / sur Global[11]
- France : 5 mai 2015 sur 6ter[12]
- Québec : 24 août 2015 sur Ztélé
- Suisse : 6 novembre 2016 sur RTS Deux

- États-Unis : 5,51 millions de téléspectateurs[13] (première diffusion)
- Canada : 1,454 million de téléspectateurs[14] (première diffusion + différé 7 jours)
- France : 203 000 téléspectateurs[15] (première diffusion)

- Timothy Busfield (Benjamin Franklin)

En fouillant dans les archives, ils constatent que la clé permet d’ouvrir le Purgatoire. Toutefois, pour obtenir des informations supplémentaires, ils font une erreur en se rendant auprès du fils de Crane qui leur tend un piège en leur faisant vivre une réalité alternative (où Henry est en prison et où Jenny et Katrina sont mortes).
Ce dernier conscient que Moloch tente de l’obtenir, Henry ramène Ichabod et l'adjointe du shérif à la réalité où elle est enfermée dans le Purgatoire alors que Crane se retrouve une nouvelle fois enterré.

### Épisode 2:L'Héritier
- États-Unis /  Canada : 29 septembre 2014 sur FOX / Global
- France : 5 mai 2015 sur 6ter
- Québec : 31 août 2015 sur Ztélé
- Suisse : 6 novembre 2016 sur RTS Deux

- États-Unis : 5,04 millions de téléspectateurs[16] (première diffusion)
- France : 191 000 téléspectateurs[15] (première diffusion)

Ichabod Crane a l’idée de concevoir un monstre avec la tête du cavalier qui se prénomme en réalité Abraham. Dans les livres, il est censé avoir le dessus sur ce dernier et le duo semble enthousiasmé alors que Jenny est en prison tout comme le précédent shérif qui décide de plaider la folie pour rejoindre l’hôpital psychiatrique. Le plan d’Ichabod fonctionne à merveille puisque la créature réussit à vivre et à se battre contre le cavalier sans tête. Pendant ce temps, il peut ainsi parler à Katrina qui a décidé de rester.

### Épisode 3:Le Denier de Judas
- États-Unis /  Canada : 6 octobre 2014 sur FOX / Global
- France : 5 mai 2015 sur 6ter
- Québec : 7 septembre 2015 sur Ztélé

- États-Unis : 4,46 millions de téléspectateurs[17] (première diffusion)
- France : 168 000 téléspectateurs[15] (première diffusion)

- Matt Barr (Nick Hawley)
- Sakina Jaffrey (Sheriff Leena Reyes)
- Joy Jacobson (Ms. Galway)

### Épisode 4:Le Joueur de flûte
- États-Unis /  Canada : 13 octobre 2014 sur FOX / Global
- France : 12 mai 2015 sur 6ter
- Québec : 14 septembre 2015 sur Ztélé

- États-Unis : 4,76 millions de téléspectateurs[18] (première diffusion)
- France : 180 000 téléspectateurs[19] (première diffusion)

- Matt Barr (Nick Hawley)
- Francie Swift (Beth Lancaster)
- Ryan Gray (Le joueur de flûte)
- Abigail Rose Cornell (Sara Lancaster)
- John Colton (Daniel Lancaster)
- Tom Hillmann (Richard Weiss)

### Épisode 5:L'Amante éplorée
- États-Unis /  Canada : 20 octobre 2014 sur FOX / Global
- France : 12 mai 2015 sur 6ter
- Québec : 21 septembre 2015 sur Ztélé

- États-Unis : 5,02 millions de téléspectateurs[20] (première diffusion)
- France : 180 000 téléspectateurs[19] (première diffusion)

- Laura Spencer (Caroline)
- Katie Garfield (Diane)
- Barrett Carnahan (Sherman)

### Épisode 6:Wendigo
- États-Unis /  Canada : 27 octobre 2014 sur FOX / Global
- France : 19 mai 2015 sur 6ter
- Québec : 28 septembre 2015 sur Ztélé

- États-Unis : 4,62 millions de téléspectateurs[21] (première diffusion)
- France : 150 000 téléspectateurs[22] (première diffusion)

- Zach Appelman (Joe Corbin)
- Eddie Spears (Big Ash)
- Clancy Brown (Sheriff August Corbin)
- Robin Strasds (Daniel Boone)
- Arthur Bridgers (David)
- Michael Harding (Gil Everett)

### Épisode 7:Délivrance
- États-Unis /  Canada : 3 novembre 2014 sur FOX / Global
- France : 19 mai 2015 sur 6ter
- Québec : 5 octobre 2015 sur Ztélé

- États-Unis : 4,52 millions de téléspectateurs[23] (première diffusion)
- France : 130 000 téléspectateurs[24] (première diffusion)

### Épisode 8:Le Sans-cœur
- États-Unis /  Canada : 10 novembre 2014 sur FOX / Global
- France : 26 mai 2015 sur 6ter
- Québec : 12 octobre 2015 sur Ztélé

- États-Unis : 4,65 millions de téléspectateurs[25] (première diffusion)
- France : 230 000 téléspectateurs[26](premier épisode)

- Caroline Ford (Lilith)
- Jeremy Owens (Headless Horseman)
- Elena Sanchez (Lilith (Demon)
- Greg Perrow (Duncan)
- Connor McCabe (Robbie)
- Raven Angeline Whisnant (Kalinda)
- Colin Owens (Eric)
- Jenna Bryant (Melissa)
- Mary Shannon Russell (Becky)

Crane et Abbie doivent arrêter le succube, une créature invoquée par Henry pour drainer l’énergie de ses victimes.

### Épisode 9:Telle mère, telle fille
- États-Unis /  Canada : 17 novembre 2014 sur FOX / Global
- France : 26 mai 2015 sur 6ter
- Québec : 19 octobre 2015 sur Ztélé

- États-Unis : 4,68 millions de téléspectateurs[27] (première diffusion)
- France : 230 000 téléspectateurs[28] (première diffusion)

- Cynthia Stevenson (Infirmière Gina Lambert)
- Aunjanue Ellis (Lori Mills)
- Myke Holmes (Walt)
- Joshua C. Allen (Nelson)
- Grant Springate (Moloch)

Plusieurs morts suspectes arrivent dans l’hôpital psychiatrique ou est détenu l'ex,chef de Abbie, c'est donc par là qu' Abbie commence des investigations.
En visionnant les vidéos de surveillance Abbie voit que le fantôme de sa mère est impliquée dans ces événements !

### Épisode 10:L'Épée de Mathusalem
- États-Unis /  Canada : 24 novembre 2014 sur FOX / Global
- France : 2 juin 2015 sur 6ter
- Québec : 26 octobre 2015 sur Ztélé

- États-Unis : 4,28 millions de téléspectateurs[29] (première diffusion)
- France : 200 000 téléspectateurs[30] (première diffusion)

### Épisode 11:Le Sacrifice d'Abraham
- États-Unis /  Canada : 1er décembre 2014 sur FOX / Global
- France : 2 juin 2015 sur 6ter
- Québec : 2 novembre 2015 sur Ztélé

- États-Unis : 4,51 millions de téléspectateurs[31] (première diffusion)
- France : 200 000 téléspectateurs[32] (première diffusion)

### Épisode 12:L'Ange gardien
- États-Unis /  Canada : 5 janvier 2015 sur FOX / Global
- France : 9 juin 2015 sur 6ter
- Québec : 9 novembre 2015 sur Ztélé

- États-Unis : 4,48 millions de téléspectateurs[33] (première diffusion)
- France : 160 000 téléspectateurs[34] (première diffusion)

Max Brown (Orion)

### Épisode 13:L'Arcane du pendu
- États-Unis /  Canada : 19 janvier 2015 sur FOX / Global
- France : 9 juin 2015 sur 6ter
- Québec : 16 novembre 2015 sur Ztélé

- États-Unis : 4,19 millions de téléspectateurs[35] (première diffusion)
- France : 180 000 téléspectateurs[36] (première diffusion)

- Michelle Trachtenberg (Abigail Adams)
- Sakina Jaffrey (Sheriff Reyes)

### Épisode 14:Le Rituel de Kali
- États-Unis /  Canada : 26 janvier 2015 sur FOX / Global
- France : 16 juin 2015 sur 6ter
- Québec : 23 novembre 2015 sur Ztélé

- États-Unis : 4,37 millions de téléspectateurs[37] (première diffusion)
- France : 170 000 téléspectateurs[38] (première diffusion)

Jaime Murray (Carmilla Pines/Vetala)

### Épisode 15:Le Grand Grimoire
- États-Unis /  Canada : 2 février 2015 sur FOX / Global
- France : 16 juin 2015 sur 6ter
- Québec : 30 novembre 2015 sur Ztélé

- États-Unis : 4,38 millions de téléspectateurs[39] (première diffusion)
- France : 170 000 téléspectateurs[40] (première diffusion)

- Johnathon Schaech (Solomon Kent)

### Épisode 16:Fenestella
- États-Unis /  Canada : 9 février 2015 sur FOX / Global
- France : 23 juin 2015 sur 6ter
- Québec : 7 décembre 2015 sur Ztélé

- États-Unis : 3,87 millions de téléspectateurs[41] (première diffusion)
- France : 250 000 téléspectateurs[42] (première diffusion)

- Sharif Atkins (Calvin Riggs)
- Steven Weber (Thomas Jefferson)
- Chris Greene (Daniel Riggs)
- Fernando Martinez (Pete Burke)

### Épisode 17:L'Éveil des sorcières
- États-Unis /  Canada : 16 février 2015 sur FOX / Global
- France : 23 juin 2015 sur 6ter
- Québec : 14 décembre 2015 sur Ztélé

- États-Unis : 4,47 millions de téléspectateurs[43] (première diffusion)
- France : 260 000 téléspectateurs[44] (première diffusion)

- Adam Boyer (Bowie)
- Al-Jaleel Knox (Tony the Clerk)
- Shelby Steel (Stella)
- Raven Rainwater (Charles)
- Deborah Ayorinde (Michelle)

### Épisode 18:Le Sortilège du voyageur
- États-Unis /  Canada : 23 février 2015 sur FOX / Global
- France : 23 juin 2015 sur 6ter
- Québec : 21 décembre 2015 sur Ztélé

- États-Unis : 4,35 millions de téléspectateurs[45](première diffusion)
- France : 260 000 téléspectateurs[46] (première diffusion)

- Timothy Busfield (Benjamin Franklin)
- Marc Menchaca (Colonel Sutton)
- Onira Tares (Grace Dixon)